# Dario Tomasi
Dario Tomasi (Torino, 2 marzo 1957) è uno scrittore e storico del cinema italiano.

## Biografia
Entra a far parte dell'Aiace Torino nel 1982 come collaboratore, in seguito, nel 1986, entra nel direttivo della associazione. Si laurea nel 1986 presso la Facoltà di Lettere dell'Università degli Studi di Torino. Nel 1988 vince una borsa di studio del Ministero della Cultura giapponese e si trasferisce a Tokyo, dove soggiorna fino al 1990, frequentando i corsi della Japan University (Nihon Daigaku). Nel 1990 diviene ricercatore presso l'Università di Torino, nel 2001 diventa professore associato di Storia del cinema nella medesima università. 
Dal 2010 è membro della commissione di selezione della Asian Film Festival (Roma-Reggio Emilia). Esperto di cinema orientale, tiene presso la sala del Museo del Cinema di Torino introduzioni alla visione di film giapponesi classici o contemporanei.

## Opere
- Cortellazzo Sara, Giuffrida Daniela,Tomasi Dario, Hitchcock e hitchcockiani, Torino, A.I.A.C.E Edizioni, (1983)
- Cortellazzo Sara, Tomasi Dario, Agatha Christie e il cinema, Torino, A.I.A.C.E Edizioni, (1985)
- Cortellazzo Sara, Giuffrida Daniela,Tomasi Dario, New York, New York. La città, il mito del cinema   UTET Università - Comune di Torino (1987)
- Tomasi Dario, Cinema e racconto del personaggio,  Loescher (1988)
- Muller Marco,Tomasi Dario, Racconti crudeli di gioventù, Torino, EDT/Festival Internazionale Cinema Giovani, Torino (1990)
- Tomasi Dario, Ozu Yasujiro. Viaggio a Tokyo, Torino, Lindau  (1996)
- Tomasi Dario, Ozu Yasujiro, Milano, Il Castoro, (1996)
- Tomasi Dario, Kenji Mizoguchi, Milano, Il Castoro, (1998)
- Cortellazzo Sara, Tomasi Dario, Letteratura e cinema, Bari, Laterza (1998)
- Aimeri Luca, Tomasi Dario, Internet per il cinema. Tecniche, generi, cinematografie, autori, Torino, UTET Università (2001)
- Tomasi Dario, Lezioni di regia. Modelli e forme della messinscena cinematografica, UTET Università (2004)
- Tomasi Dario (a cura di), Anime perdute - Il cinema di Miike Takashi, Milano, Il Castoro (2006)
- Tomasi Dario, Il cerchio e la spada. Lettura de «I sette samurai» di Kurosawa Akira, Torino, Lindau, (2008) - 1^ edizione 1994
- Tomasi Dario, Bellezza e tristezza, Il cinema di Mizoguchi Kenji, Il Castoro (2009)
- Dalla Gassa Marco, Tomasi Dario, Il cinema dell'Estremo Oriente. Cina, Corea del Sud, Giappone, Hong Kong, Taiwan, dagli anni Ottanta ad oggi. Torino, UTET Università (2010)
- Rondolino Gianni, Tomasi Dario, Manuale di storia del cinema, Torino, UTET Università (2010)
- Tomasi Dario, Il cinema asiatico. L'Estremo Oriente, Bari, Laterza (2011)
- Picollo Franco, Tomasi Dario, Il signore del caos. Il cinema di Sono Sion scritto da  - Sonatine - Festival internazionale cinema giovani (2011)
- Tomasi Dario, Analisi del film e storia del cinema, Torino, UTET Università, 2023.
- Rondolino Gianni, Tomasi Dario, Manuale del film. Linguaggio, racconto, analisi, Torino, UTET Università  (2023 - 4^ ed.) le altre edizioni sono del 1995, 2007, 2011 e 2018
- Tomasi Dario, Il gusto del sakè. Ozu Jasujiro e il suo cinema, Torino, UTET Università, 2024.